# Tōyako
Tōyako (洞爺湖町, Tōyako-chō) é uma localidade no distrito de Abuta, Subprefeitura de Iburi, Hokkaidō, Japão. Foi formada em 23 de Março de 2006 após a fusão das localidades de Abuta e Tōya. Em 31 de Março de 2008 tinha 10,671 habitantes. De 9 de julho até 11 de julho de 2008, foi sede do encontro anual do G8.
O nome da localidade deriva do vizinho lago Tōya.